# Ests spoorweg- en communicatiemuseum
Het Ests spoorweg- en communicatiemuseum (Ests: Raudtee- ja Sidemuuseum) is een museum in de Estse stad Haapsalu. Het bevindt zich in het voormalige treinstation, gebouwd in 1904-1905 als het eindstation van de spoorweg die diende voor de badplaats Haapsalu. Het station kenmerkt zich door een opvallend lange overdekte platform van 213,6 meter, destijds het langste in Europa, met een keizerlijk paviljoen dat nu als museumruimte fungeert. Het museum, geopend in 1997, belicht de 150-jarige geschiedenis van de Estse spoorwegen. De expositie is verdeeld over twee delen in verschillende kamers van het oude stationsgebouw. Eén deel behandelt de geschiedenis van Estse spoorwegen, inclusief een blik op het oude postkantoor, terwijl het andere deel de ontwikkeling van communicatiemiddelen behandelt, van de telegraaf tot moderne mobiele telefoons en televisie. De buitententoonstelling toont locomotieven op de sporen rond het station. Het museum wordt beheerd door de organisatie Haapsalu en Läänemaa-museums.
Ants Laikmaa huismuseum · Ests spoorweg- en communicatiemuseum · Ilon's Wonderland · Kasteel Haapsalu ·  Stadhuis van Haapsalu